# Énergie nucléaire en Ukraine

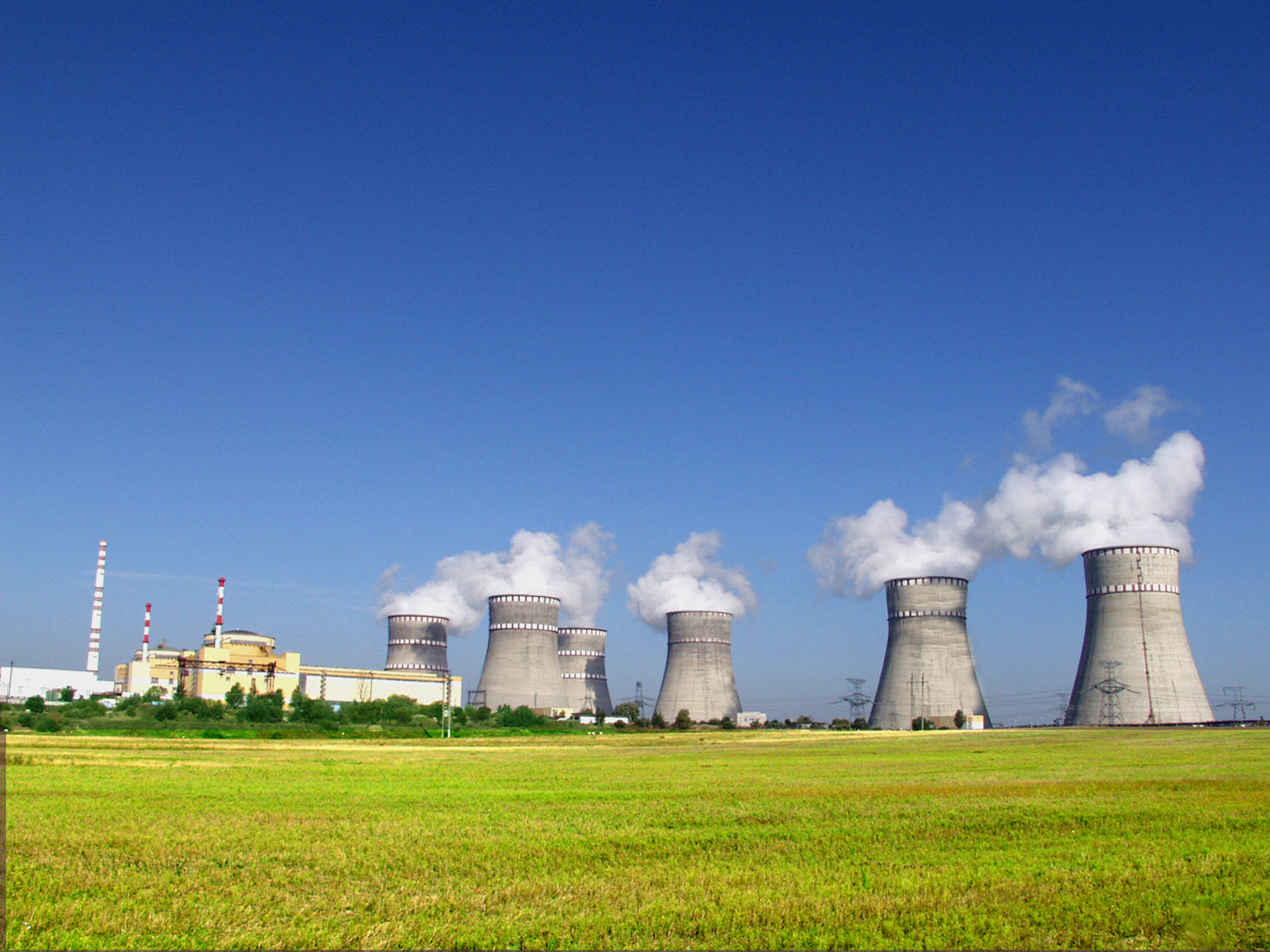
Centrale nucléaire de Rivné.

L'Ukraine exploite quatre centrales nucléaires avec 15 réacteurs situés en Volhynie et dans le sud de l'Ukraine. La puissance nucléaire totale installée est supérieure à 13 GWe, se classant ainsi au 7e rang mondial en 2020. L'entreprise publique Energoatom exploite les quatre centrales nucléaires actives en Ukraine. La centrale nucléaire de Zaporijjia, plus grande centrale nucléaire d'Europe, est située en Ukraine.
En 2019, l'énergie nucléaire a fourni plus de 20 % de l'énergie de l'Ukraine. La production d’électricité d'origine nucléaire aura été de 70 TWh en 2020 soit plus de 50 % du total de la production du pays. Il s'agissait de la 3e plus grande part, seules la France et la Slovaquie avaient une part plus élevée.
La catastrophe de Tchernobyl en 1986 dans le nord de l'Ukraine a été l'accident nucléaire le plus grave au monde.
Le manque de charbon dans les centrales électriques au charbon de l'Ukraine à cause de la guerre du Donbass et l'arrêt de l'un des six réacteurs de la Centrale nucléaire de Zaporijjia a entraîné des pannes d'électricité dans tout le pays en décembre 2014. La centrale nucléaire a subi des tirs de missiles lors de l'invasion de l'Ukraine par la Russie en 2022.

## Statistiques

Production d'électricité par source, Ukraine.

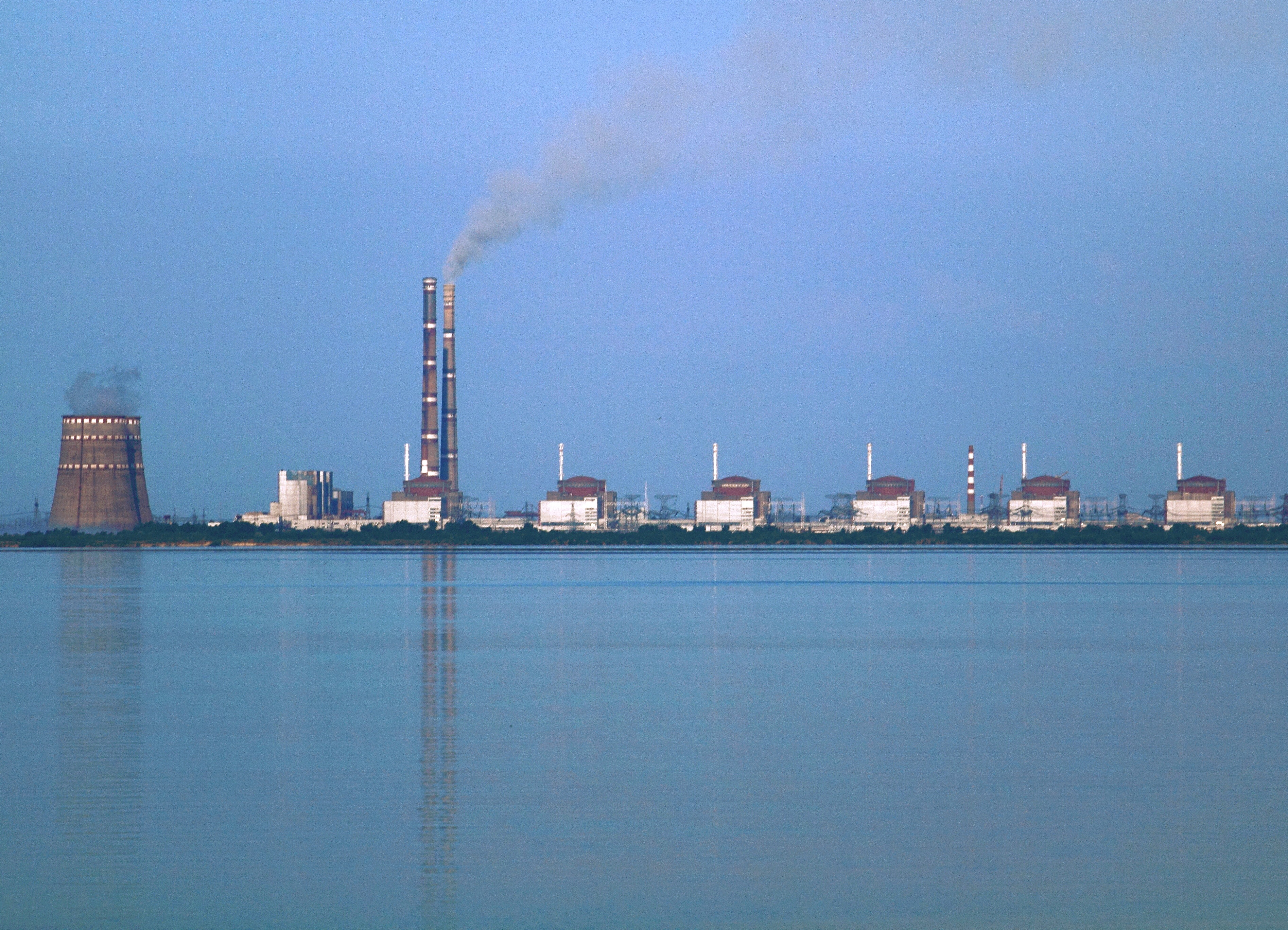
La centrale nucléaire de Zaporijjia est la plus grande d'Europe avec six réacteurs pour une capacité totale de 6 GW.

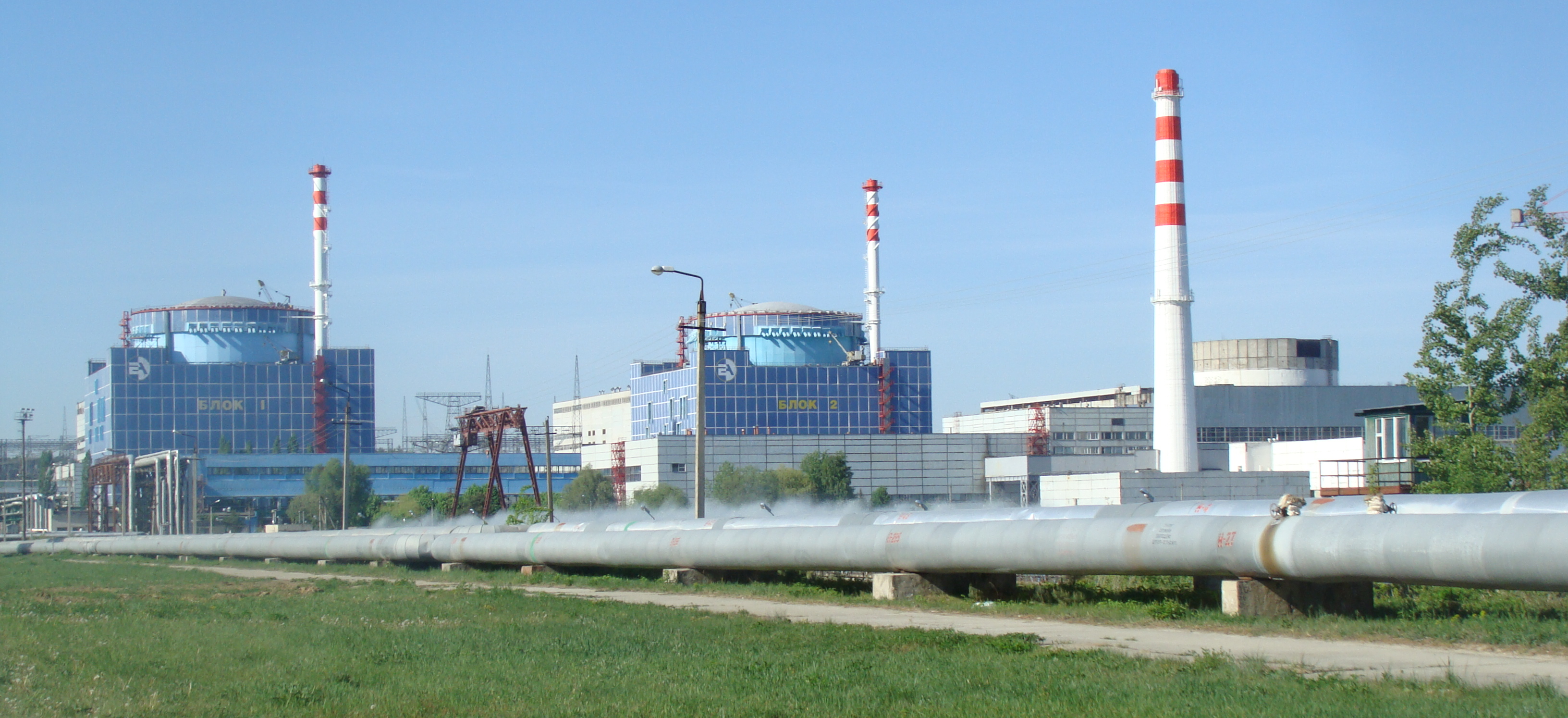
Centrale nucléaire de Khmelnitski.

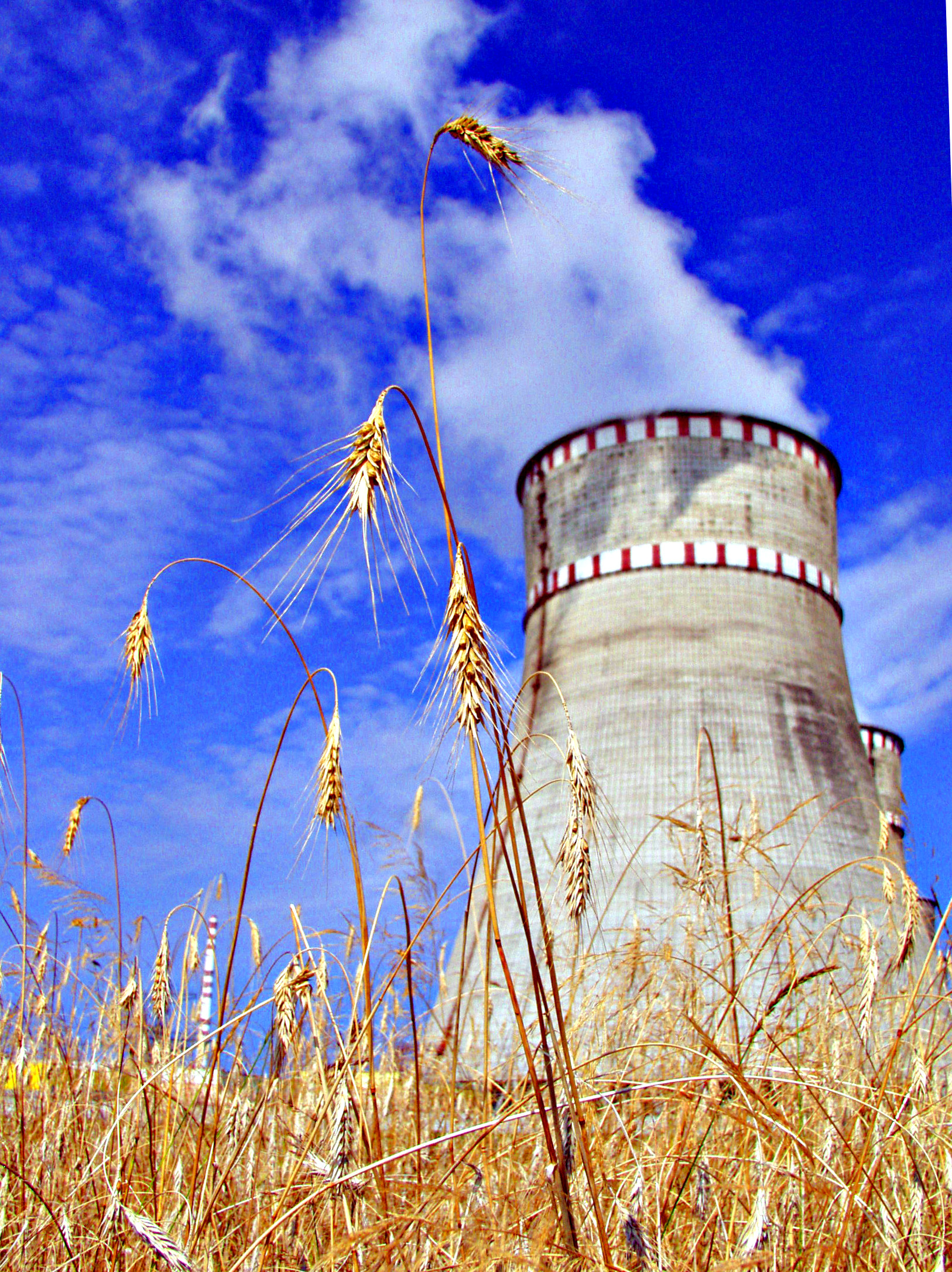
Centrale nucléaire de Rivné.

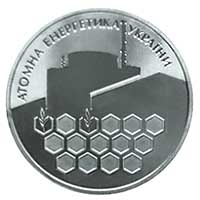
Pièce ukrainienne commémorant l'énergie nucléaire.

L'Ukraine dépend dans une large mesure de l'énergie nucléaire.
L'Ukraine exploite quatre centrales nucléaires avec 15 réacteurs situés en Volhynie et dans le sud de l'Ukraine. La puissance nucléaire totale installée est supérieure à 13 GWe, se classant ainsi au 7e rang mondial en 2020. L'entreprise publique Energoatom exploite les quatre centrales nucléaires actives en Ukraine. En 2021, l'énergie nucléaire a fourni 23,4 % de l'énergie primaire de l'Ukraine.
La production d’électricité d'origine nucléaire atteignait 86,2 TWh en 2021, soit 55 % du total de la production d'électricité du pays. Il s'agissait de la 3e plus grande part, seules la France et la Slovaquie avaient une part plus élevée.
La centrale nucléaire de Zaporijjia, plus grande centrale nucléaire d'Europe, est située en Ukraine. En 2012, le gouvernement prévoyait de construire 5 à 7 GW de nouveaux réacteurs d'ici 2030. Les énergies renouvelables jouent encore un rôle très modeste dans la production électrique : en 2019, la production d'électricité était assurée par le nucléaire (54 %), le thermique fossile (37 %, dont charbon 29 % et gaz 8 %), l'énergie hydroélectrique (5 %), le solaire (2 %) et l'éolien (1 %).

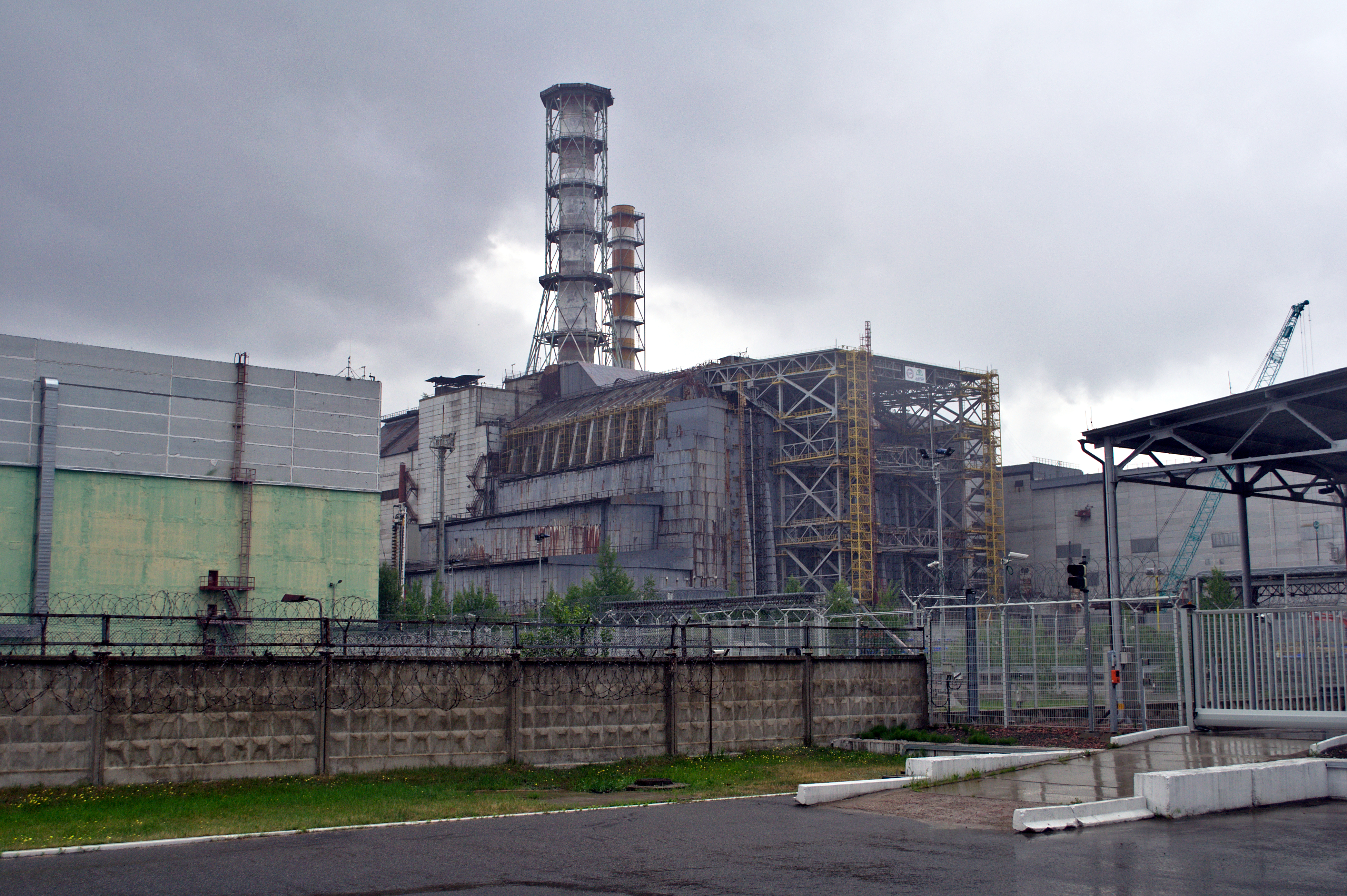
Centrale nucléaire de Tchernobyl.

## Historique
La catastrophe de Tchernobyl est un accident nucléaire survenu le 26 avril 1986 à la centrale nucléaire de Tchernobyl en Ukraine. Une explosion et un incendie ont libéré de grandes quantités de contamination radioactive dans l'atmosphère, qui s'est propagée sur une grande partie de l'URSS occidentale et de l'Europe. Il est considéré comme l'accident majeur de l'histoire du nucléaire et est l'un des deux seuls événements classés au niveau 7 sur l'échelle internationale des événements nucléaires (l'autre étant la catastrophe nucléaire de Fukushima Daiichi). Les efforts pour contenir la contamination et éviter une plus grande catastrophe ont impliqué plus de 500 000 travailleurs et coûté environ 18 milliards de roubles, paralysant l'économie soviétique.
L'Ukraine recevait son combustible nucléaire exclusivement de Russie par la société russe TVEL. Depuis 2008, le pays reçoit également du combustible nucléaire de Westinghouse. Depuis 2014, la part des importations de Westinghouse a significativement augmenté. Elle est passée à plus de 30 % en 2016 en raison de la forte désapprobation sociale de toute relation économique avec la Russie après l'annexion de la Crimée. En 2018, le contrat de Westinghouse pour la fourniture de combustible VVER a été prolongé jusqu'en 2025. Le pétrole et le gaz naturel fournissent le reste de l'énergie du pays ; ceux-ci sont également importés de l'ex-Union soviétique.
Le manque de charbon dans les centrales électriques au charbon de l'Ukraine à cause de la guerre du Donbass et l'arrêt de l'un des six réacteurs de la centrale nucléaire de Zaporizhzhia a entraîné des pannes d'électricité dans tout le pays en décembre 2014.
En 2011, Energoatom a lancé un projet visant à mettre la sécurité en conformité avec les normes internationales pour un coût estimé à 1,8 milliard de dollars, avec une date d'achèvement cible de 2017. En 2015, la date d'achèvement a été repoussée à 2020, en raison de retards de financement. En 2015, certaines agences gouvernementales ont porté des allégations de corruption contre Energoatom, avec des inquiétudes soulevées par le Premier ministre Arseniy Yatsenyuk. En mars 2016, les actifs et les comptes bancaires d'Energoatom ont été gelés par les tribunaux ukrainiens pour des dettes prétendument impayées ; Energoatom a fait appel de la décision, mais le gel des finances a conduit à des ruptures de contrat. En juin 2016, ses comptes bancaires ont été débloqués.
En février 2018, l'Ukraine a obtenu un financement américain de 250 millions de dollars pour construire une installation de stockage de combustible nucléaire usé, ce qui évitera d'avoir à expédier du combustible nucléaire usé vers la Russie.
En 2018, Energoatom a déclaré que les prix de l'électricité étaient trop bas pour couvrir le coût du nouveau combustible nucléaire et a appelé à une augmentation des prix.
En 2008, la Westinghouse Electric Company a remporté un contrat de cinq ans en vendant du combustible nucléaire à trois réacteurs ukrainiens à partir de 2011. À la suite d'Euromaïdan, le président Viktor Ianoukovytch a introduit une interdiction des expéditions des combustible nucléaire de Rosatom vers l'Europe via l'Ukraine, qui était en vigueur du 28 janvier au 6 mars 2014. En 2016, la part de la Russie était tombée à 55 %, Westinghouse fournissant du combustible nucléaire pour six des réacteurs nucléaires ukrainiens VVER-1000. Après l'annexion de la Crimée par la Russie en avril 2014, la Société nationale de production d'énergie nucléaire d'Ukraine Energoatom et Westinghouse ont prolongé le contrat de livraison de carburant jusqu'en 2020.
En 2019, Energoatom et Turboatom ont signé un contrat de cinq ans pour moderniser les condenseurs et les turbines d'un certain nombre de centrales nucléaires ukrainiennes.
En janvier 2020, Energoatom a discuté de huit projets de loi avec le président de la sous-commission du parlement ukrainien sur l'énergie et la sécurité nucléaires, visant à respecter les obligations et les normes internationales et de la stabilisation financière d'Energoatom.
En août 2021, Energoatom et Westinghouse ont signé un contrat pour la construction de réacteurs Westinghouse AP1000 afin de remplacer les blocs inachevés de la centrale de Khmelnitski.

### Enjeu militaire depuis 2022
Le 24 février 2022, le réseau électrique ukrainien s'est déconnecté du réseau IPS/UPS post-soviétique, avant la synchronisation avec le réseau synchrone de l'Europe continentale qui a été réalisée le 16 mars.
En mars 2022, les forces russes ont pris le contrôle de la centrale nucléaire de Zaporijjia. Elle continue de fonctionner et de fournir des données, y compris à partir d'un système de surveillance à distance à l'AIEA.
La centrale nucléaire a subi des tirs de missiles lors de l'invasion de l'Ukraine par la Russie en 2022 : selon Energoatom, des missiles russes ont endommagé une unité de séparation azote-oxygène et une ligne à haute tension le 5 août 2022. Un réacteur a dû être arrêté.

## Extraction d'uranium
En 2005, il y avait 17 gisements. Trois d'entre eux à Vatutine, Central et Michurinske étaient en cours de développement, tandis qu'une usine d'enrichissement de l'uranium était en cours de construction à Novokostiantyniv. Plusieurs gisements sont épuisés (ceux de Devladove, Zhovtorichenske, Pershotravneve, Bratske),.
Des militants alertent depuis longtemps sur l'usine chimique de Dnipro à Kamianske, qui est une installation de traitement d'uranium militaire de l'époque soviétique qui se compose de bâtiments industriels, d'équipements contenant des déchets d'uranium ainsi que de grandes décharges où les résidus étaient stockés. Des fuites de sol, d'eau et de poussière à petite échelle ont été documentées à partir de l'installation ; à part la sécurisation du périmètre peu de choses ont été faites pour sécuriser correctement l'usine.

## Liste des réacteurs
Tous les réacteurs RBMK ukrainiens (du même type que celui impliqué dans la catastrophe de Tchernobyl en 1986) étaient situés à la centrale nucléaire de Tchernobyl. Ces réacteurs ont tous été arrêtés, ne laissant que les réacteurs VVER beaucoup plus sûrs en activité dans le pays. Trois d'entre eux ont été construits post-indépendance de l'Ukraine, le premier d'entre eux ayant été construit en 1995 ; les seize autres réacteurs ont été hérité de l'Union soviétique.

### Centrales actives avec des capacités de production d'électricité
| Nom            | Emplacement    | Taper           | Capacité, MWe | Opérationnel | Remarques                                                                 |
| -------------- | -------------- | --------------- | ------------- | ------------ | ------------------------------------------------------------------------- |
| Khmelnitski    | Netishyn       | VVER-1000/V320  | 1000          | 1987–        |                                                                           |
| Khmelnitski    | Netishyn       | VVER-1000/V320  | 1000          | 2004–        |                                                                           |
| Khmelnitski    | Netishyn       | VVER-1000/V392B | 1000          | construction | construction commencé en 1986, pour être terminé en tant que VVER en 2026 |
| Khmelnitski    | Netishyn       | VVER-1000/V392B | 1100          | construction | construction commencé en 1987, pour être démoli et remplacé par AP1000    |
| Khmelnitski    | Netishyn       | AP1000          | 1100          | prévu        | unité 5, construction prévue AP1000                                       |
| Rivné          | Varach         | VVER-440/V213   | 440           | 1980–        |                                                                           |
| Rivné          | Varach         | VVER-440/V213   | 440           | 1981–        |                                                                           |
| Rivné          | Varach         | VVER-1000/V320  | 1000          | 1986–        |                                                                           |
| Rivné          | Varach         | VVER-1000/V302  | 1000          | 2004–        |                                                                           |
| Ukraine du Sud | Loujnoukrainsk | VVER-1000/V302  | 1000          | 1982–        |                                                                           |
| Ukraine du Sud | Loujnoukrainsk | VVER-1000/V338  | 1000          | 1985–        |                                                                           |
| Ukraine du Sud | Loujnoukrainsk | VVER-1000/V320  | 1000          | 1989–        |                                                                           |
| Ukraine du Sud | Loujnoukrainsk | VVER-1000/V320  | 1000          | construction | commencé en 1987, mais construction gelée                                 |
| Zaporijzhia    | Énérhodar      | VVER-1000/V320  | 1000          | 1984–        | la plus grande centrale nucléaire d'Europe                                |
| Zaporijzhia    | Énérhodar      | VVER-1000/V320  | 1000          | 1985–        | la plus grande centrale nucléaire d'Europe                                |
| Zaporijzhia    | Énérhodar      | VVER-1000/V320  | 1000          | 1986–        | la plus grande centrale nucléaire d'Europe                                |
| Zaporijzhia    | Énérhodar      | VVER-1000/V320  | 1000          | 1987–        | la plus grande centrale nucléaire d'Europe                                |
| Zaporijzhia    | Énérhodar      | VVER-1000/V320  | 1000          | 1989–        | la plus grande centrale nucléaire d'Europe                                |
| Zaporijzhia    | Énérhodar      | VVER-1000/V320  | 1000          | 1995–        | la plus grande centrale nucléaire d'Europe                                |
| Total          | Total          |                 | 13819         | 1981 (1978)- |                                                                           |

### Réacteurs de recherche
| Nom                                               | Emplacement | Taper              | Capacité, MWe | Opérationnel | Remarques            |
| ------------------------------------------------- | ----------- | ------------------ | ------------- | ------------ | -------------------- |
| Université de Sébastopol                          | Sébastopol  | IR-100 (uk)        | 100           | 1967–        | arrêté par la Russie |
| Institut de recherche nucléaire NASU              | Kyiv        | VVR-M (uk)         | 10            | 1960–        |                      |
| Institut de physique et de technologie de Kharkiv | Kharkiv     | Source de neutrons |               | 2016–        |                      |

### Centrales inachevées et fermées
| Nom                              | Emplacement | Taper          | Capacité, MWe | Opérationnel    | Remarques                                               |
| -------------------------------- | ----------- | -------------- | ------------- | --------------- | ------------------------------------------------------- |
| Centrale nucléaire de Tchernobyl | Pripiat     | RBMK           | 1000          | 1977–1996       |                                                         |
|                                  |             | RBMK           | 1000          | 1978–1991       | arrêté après l'accident de 1991                         |
|                                  |             | RBMK           | 1000          | 1981–2000       |                                                         |
|                                  |             | RBMK           | 1000          | 1984-1986       | a explosé lors de l'accident de Tchernobyl              |
|                                  |             | RBMK           | 1000          | construction    | commencé en 1981, mais la construction est gelé en 1987 |
|                                  |             | RBMK           | 1000          | construction    | commencé en 1981, mais la construction est gelé en 1987 |
| Centrale nucléaire de Crimée     | Shcholkine  | VVER-1000/V320 | 950           | construction    | commencé en 1982, mais la construction est gelé en 1989 |
|                                  |             | VVER-1000/V320 | 950           | construction    | commencé en 1983, mais la construction est gelé en 1989 |
|                                  |             | VVER-1000/V320 | 950           | des plans       |                                                         |
|                                  |             | VVER-1000/V320 | 950           | des plans       |                                                         |
| Odessa NTEC                      | Teplodar    | VVER-1000/V320 | 940           | les préparatifs | a arrêté en 1989                                        |
|                                  |             | VVER-1000/V320 | 940           | les préparatifs | a arrêté en 1989                                        |
| NTEC de Kharkiv                  | Birky       | VVER-1000/V320 | 940           | les préparatifs | commencé en 1986, mais la construction est gelé en 1989 |
|                                  |             | VVER-1000/V320 | 940           | les préparatifs | commencé en 1986, mais la construction est gelé en 1989 |
|                                  |             | VVER-1000/V320 | 940           | des plans       |                                                         |
|                                  |             | VVER-1000/V320 | 940           | des plans       |                                                         |
| Centrale nucléaire de Chyhyryn   | Orbite      | VVER-1000/V320 | 1000          | des plans       | annulée en 1989                                         |
|                                  |             | VVER-1000/V320 | 1000          | des plans       | annulée en 1989                                         |
|                                  |             | VVER-1000/V320 | 1000          | des plans       | annulée en 1989                                         |
|                                  |             | VVER-1000/V320 | 1000          | des plans       | annulée en 1989                                         |